# Meat Beat Manifesto
Meat Beat Manifesto (ou MBM) est un groupe britannique de musique électronique formé par Jack Dangers et Jonny Stephens en 1987, à Swindon, dans le Wiltshire en Angleterre.
Le groupe est mené par Jack Dangers, de son vrai nom John Stephen Corrigan, et les autres membres ont changé au cours de la vie du groupe.

## Discographie

### Albums
- 1989 Storm the Studio
- 1990 Armed Audio Warfare
- 1990 99%
- 1992 Satyricon
- 1996 Subliminal Sandwich
- 1998 Actual Sounds + Voices
- 2002 RUOK?
- 2004 ...In Dub
- 2005 At The Center
- 2008 Autoimmune
- 2010 Answers Come in Dreams
- 2012 Test EP
- 2018 Impossible Star
- 2019 Opaque Couché